# Boletín Oficial de la Región de Murcia
El Boletín Oficial de la Región de Murcia (BORM) es el diario oficial de la Región de Murcia y en él se insertan todas las leyes, decretos, resoluciones, disposiciones, comunicaciones y demás actuaciones de la comunidad autónoma que precisen tal publicación. Además recoge cualquier disposición, comunicación o información de otras administraciones públicas o de particulares, cuando su publicación en el mismo sea exigida por precepto legal o reglamentario.
La Constitución española de 1978 dispone en el artículo 9.3 que «La Constitución garantiza… la publicidad de las normas».

## Historia

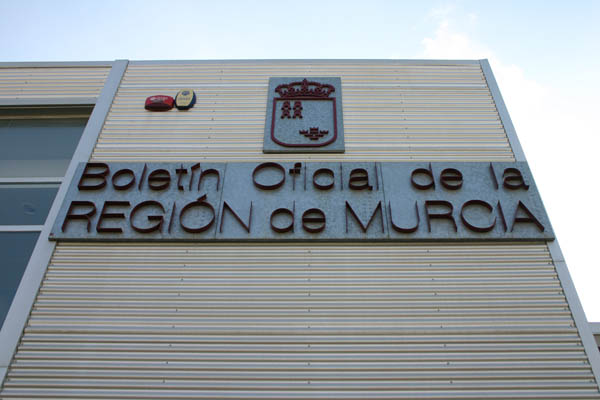
Edificio del BORM.

El Organismo Autónomo Imprenta Regional de Murcia fue el primer Organismo Autónomo creado en la Región. Su ley de creación, la Ley 3/1985, de 10 de julio, pionera en este campo, pretendía hacer frente a “las nuevas necesidades de la Administración Regional” y “la adaptación a nuevos procesos tecnológicos”, como recoge su exposición de motivos. Dicha Ley, al regular las funciones de la Imprenta Regional, encuadra la edición, distribución y venta del Boletín Oficial de
la Región de Murcia como una más de sus actividades.
El tiempo transcurrido desde la aprobación de la Ley 3/1985, de 10 de julio, por la que se crea el Organismo Autónomo Imprenta Regional de Murcia, unido a la importante función, obligatoria y esencial en la ordenación de las relaciones jurídicas de la Comunidad, que actualmente cumple el Boletín Oficial de la Región de Murcia como Diario Oficial de la Región, demandan para su mejor
cumplimiento, una nueva regulación del mismo.
La Ley 7/2004, de 28 de diciembre, de Organización y Régimen Jurídico de la Administración Pública de la Comunidad Autónoma de la Región de Murcia, establece un nuevo modelo de organización para la administración institucional regional, modelo al que deben adaptarse los organismos públicos existentes.
En la actualidad, el uso de las nuevas redes electrónicas, especialmente la red Internet, permiten una mayor difusión y acceso a la información por parte de los ciudadanos.  Sin embargo, el inicio de la edición electrónica del Boletín no supone la desaparición de la edición impresa, que se mantiene, con el mismo carácter oficial y auténtico, a efectos de conservación y permanencia del diario oficial como parte del patrimonio documental de la Administración Pública Regional, y también como medio de difusión en los supuestos en que, por motivos técnicos, no resulte posible
el acceso a la edición electrónica.

## Contenido
En el Boletín Oficial de la Región de Murcia se publican:
- Las Leyes de la Asamblea Regional, Decretos Legislativos, Decretos, Órdenes, Resoluciones, Circulares e Instrucciones, Convenios, Estatutos, Estadísticas y otras disposiciones y actuaciones que emanen de los Órganos de Gobierno y Administración Pública de la Comunidad Autónoma.
- Los nombramientos, ceses, situaciones e incidencias del personal al servicio de la Administración Pública en los casos que así lo establezca un precepto de carácter general.

- Las Disposiciones o Resoluciones del Estado que por su especial incidencia en la Región o por establecerlo así el ordenamiento jurídico, deban publicarse en el «Boletín Oficial de la Región de Murcia»

- Las Resoluciones, Anuncios, Edictos y documentos procedentes de Corporaciones locales o entidades estatales autónomas y organismos de interés público, cuando así lo establezca una disposición general.

- Las convocatorias e incidencias de oposiciones, concursos y llamamientos para la provisión de personal al servicio de la Administración Regional y Local cuando una disposición general exija su publicación.

- Los anuncios de contratos de la Administración Pública, en los casos y en la forma que determine la legislación vigente.

- Las Sentencias dictadas por el Tribunal Superior de Justicia de la Región de Murcia y los anuncios de la Administración de Justicia.

- Los anuncios particulares, y, en general cualquier otro, cuando así lo disponga una norma jurídica.

### Estructura
Los ejemplares del Boletín Oficial de la Región de Murcia seguirán la siguiente estructura:
I. Comunidad autónoma
1-Disposiciones Generales
- Leyes Regionales
- Disposiciones de la Presidencia de la Comunidad Autónoma y del Consejo de Gobierno
- Disposiciones de las Consejerías, por el siguiente orden:
Hacienda y Administración Pública
Política Territorial y Obras Públicas
Cultura y Educación
Industria, Comercio y Turismo
Agricultura, Ganadería y Pesca
Sanidad, Consumo y Servicios Sociales
2-Autoridades y Personal
- Disposiciones de la Presidencia de la Comunidad Autónoma y del Consejo de Gobierno
- Disposiciones de las Consejerías por el orden señalado en el apartado anterior
3-Otras Disposiciones
- Las de la Presidencia de la Comunidad Autónoma y del Consejo de Gobierno
- Las de las Consejerías, por el orden indicado en el apartado 1
4- Anuncios
- Los de los órganos de la Comunidad Autónoma guardando el orden establecido en el apartado 1
II. Administración del Estado
1- Delegación General del Gobierno en la Comunidad Autónoma
- Disposiciones de la misma
2- Direcciones Provinciales de Ministerios
- Disposiciones de las mismas por el orden señalado en las normas correspondientes
3- Anuncios
III. Administración de justicia
-Disposiciones y anuncios que correspondan
IV. Administración local
- Disposiciones y anuncios de Ayuntamientos y Entidades Locales
V. Otras disposiciones y anuncios

### Organización
La información se organizará bajo los siguientes criterios:
- En la cabecera y en cada una de las páginas figurarán la denominación completa de «Boletín Oficial de la Región de Murcia», el año de edición, la fecha y el número de boletín, e irá impreso el Escudo de la Comunidad Autónoma.
- El texto de cada número del «Boletín Oficial de la Región de Murcia», irá precedido de un sumario que exprese por secciones las disposiciones contenidas en el mismo, con indicación de la página en que comienza la inserción según el orden que sigue y que igualmente regirá para la inserción de originales.
- Las inserciones de las Autoridades, Organismos y Entidades tanto de carácter público como privado y particulares que se realicen periódica y habitualmente, podrán autorizarse directamente por la Gerencia de la Imprenta Regional, siempre que la firma de quien suscriba el correspondiente texto haya sido autorizada por el director del Gabinete de la Presidencia o el Delegado General del Gobierno, cuando proceda.
- El texto de las disposiciones legales que se publiquen en el «Boletín Oficial de la Región de Murcia», tendrá la consideración de auténtico ; los posibles errores de su publicación se corregirán en la forma que previene el artículo 16 y siguientes del Reglamento que establece el funcionamiento del Boletín Oficial de la Región de Murcia.